# Benthochascon hemingi
Benthochascon hemingi là loài cua dạng cua bơi duy nhất trong chi Benthochascon.

## Phân loại
Alcock A. & Anderson A.R.S. xếp nó trong họ Portunidae và cho rằng nó có quan hệ họ hàng gần với Bathynectes. Ng et al. (2008) xếp nó trong phân họ Polybiinae của họ Portunidae, nhưng Karasawa et al. (2008) và Grave et al. (2009) chuyển nó trong phân họ Polybiinae sang họ Carcinidae. Schubart & Reuschel (2009) xếp nó cùng Ovalipes sang họ Geryonidae. Các tác giả khác như Spiridinov et al. (2014), Davie et al. (2015b), Evans (2018) xếp nó trong phân họ Benthochasconinae của họ Geryonidae.

## Phân bố
Loài cua này là bản địa Ấn Độ Dương - tây Thái Bình Dương, từ biển Andaman tới Nhật Bản và New Caledonia. Sống ở độ sâu 310–750 mét (1.017–2.461 ft). Mẫu vật thu được ở độ sâu 338 mét (1.109 ft) trong biển Andaman. Có ghi chép cho thấy bắt gặp ở độ sâu 950 mét (3.117 ft).

## Đặc điểm
Có 4 răng cưa ở mỗi bên của phần trước mai, trong đó răng cưa thứ 1 là lớn nhất còn răng cưa thứ 4 là lớn nhất. Chiều dài mai bằng khoảng 0,88 chiều rộng mai.